# Гизела Јанушевска
Гизела Јанушевска (Дрновице, 22. јануар 1867 – логор Терезин 2. март 1943) била је аустријска љекарка. Била је први женски љекар у Бањој Луци.

## Биографија
Била је јеврејског поријекла. Похађала је дјевојачку школу у Брну, а матурирала је приватно у Киснахту, Швајцарска (1894). Медицински факултет завршила је 1898. на Универзитету у Цириху. Волонтерски је радила у Женској болници у Цириху и у Ремшајду, у здравственом осигуравајућем друштву. Године 1899. дошла је у Бању Луку, гдје је почела да ради као прва жена љекар. Након поновне удаје, напустила је државну службу и отворила приватни диспанзер 1903. у насељу Горњи Шехер (садашње Српске топлице). Убрзо потом почела је предавати хигијену ученицама Више дјевојачке школе. Изводила је мање операције. Истакла се у лијечењу пацијената обољелих од богиња, тифуса, сифилиса, а прије свега остеомалације. Године 1912. преселила се у Грац, гдје је отворила приватну ординацију, у којој је радила до 1916, када је добровољно ступила у аустроугарску војску. До краја Првог свјетског рата радила је у војној болници у Грацу, а након тога поново се бавила приватном праксом, до пензионисања, 1935. године . Одликована је аустријским Витешким крстом за заслуге 1937. године. Након Аншлуса одузет јој је стан у Грацу и присилно је пресељена у Беч (1940), а потом
одведена у нацистички концентрациони логор Терезин, гдје је страдала.